# Шильдкраут, Джозеф
Джозеф (Йозеф) Шильдкраут (нем. Joseph Schildkraut; 22 марта 1896 — 21 января 1964) — американский актёр австрийского происхождения.

## Биография
Родился в Вене в еврейской семье. Его родители — актёр театра (и позже кино) Рудольф Шильдкраут и Эрна Вайнштейн. В начале 1900-х годов он переехал в США, где сделал карьеру на Бродвее, появившись во множестве успешных постановок, наиболее заметной из которых стала пьеса Генрика Ибсена «Пер Гюнт». В 1915 году дебютировал на большом экране, снявшись в последующие пятнадцать лет в двух десятках немых фильмов, среди которых «Сиротки бури» (1922) Д. У. Гриффита и «Царь царей» Сесила Б. Демилля, где Шильдкраут сыграл Иуду Искариота.
С началом эры звукового кино Джозеф Шильдкраут успешно продолжил появляться на большом экране, причем был одним из претендентов на роль Дракулы. В 1937 году он стал обладателем премии «Оскар» в номинации «Лучший актёр второго плана» за роль в фильме «Жизнь Эмиля Золя». Из последующих ролей наиболее заметными стали его появления в фильмах «Мария-Антуанетта» (1938) с Нормой Ширер в главной роли, и «Человек в железной маске» (1939). В 1959 году Шильдкраут был номинирован на «Золотой глобус» за роль Отто Франка в фильме «Дневник Анны Франк».
С началом 1950-х годов актёр стал регулярно появляться на телевидении, где в 1963 году был номинирован на премию «Эмми» за роль в теледраме «Сэм Бенедикт».
Джозеф Шильдкраут трижды был женат. С первой супругой он развёлся в 1930 году, вторая скончалась в 1962 году, а с третьей он прожил менее года после свадьбы, скончавшись в январе 1964 года от инфаркта миокарда. За свой вклад в киноиндустрию актёр удостоен звезды на Голливудской аллее славы.

## Фильмография
- 1927 — Царь царей — Иуда
- 1934 — Клеопатра — царь Ирод
- 1934 — Вива Вилья! — генерал Паскаль
- 1936 — Сад Аллаха
- 1937 — Жизнь Эмиля Золя — капитан Альфред Дрейфус
- 1938 — Мария-Антуанетта — Луи Филипп (II) Жозеф, герцог Орлеанский
- 1939 — Восторг идиота
- 1939 — Три мушкетёра — король Людовик XIII
- 1939 — Человек в железной маске — Фуке
- 1940 — Магазинчик за углом — Ференц Вадас, продавец
- 1941 — Сердце-обличитель — Юноша
- 1959 — Дневник Анны Франк — Отто Франк
- 1965 — Величайшая из когда-либо рассказанных историй

## Награды
- «Оскар» 1938 — «Лучший актёр второго плана» («Жизнь Эмиля Золя»)